# 카탈루냐 국경일

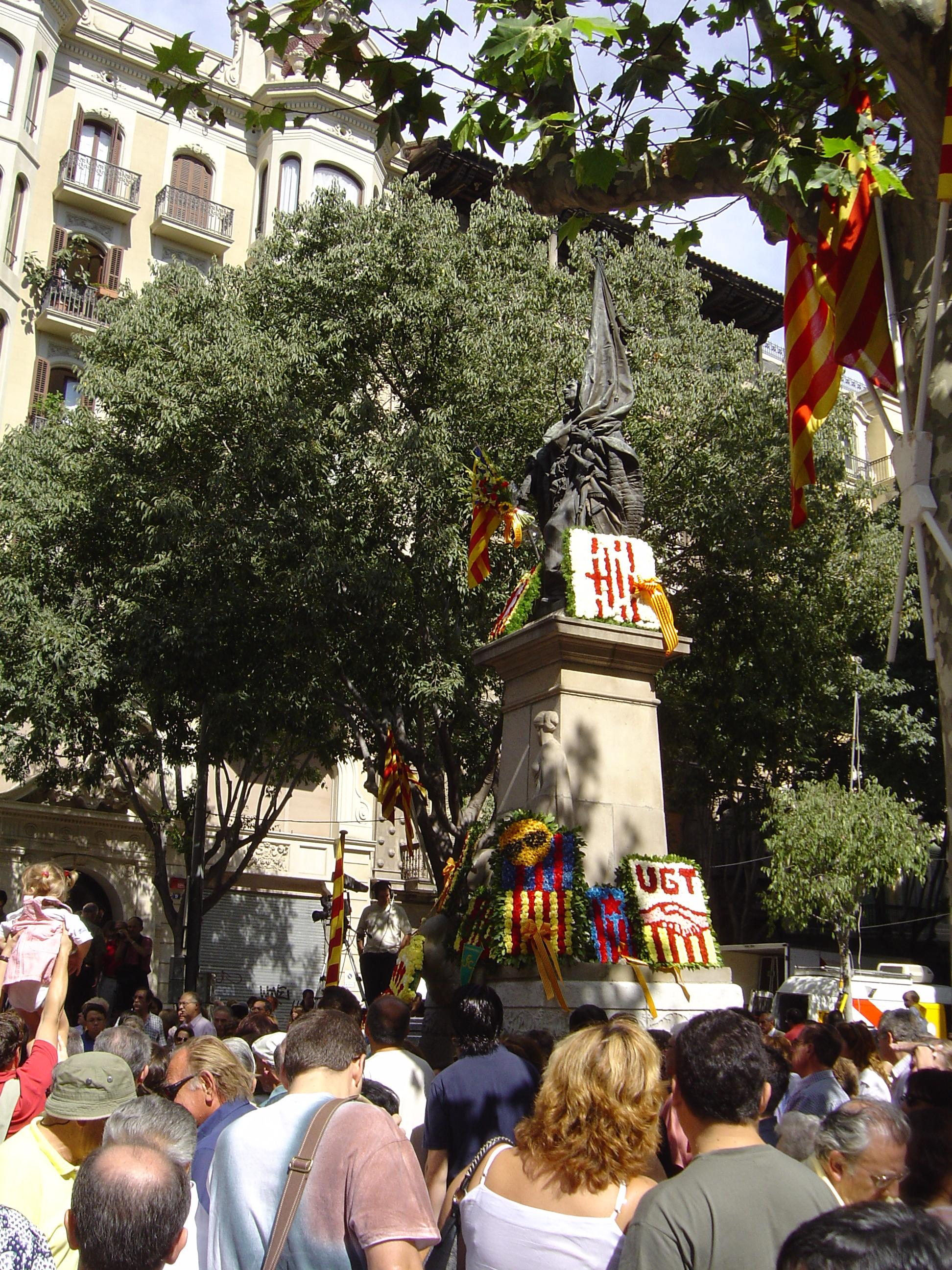

카탈루냐 국경일(카탈루냐어: Diada Nacional de Catalunya)은 카탈루냐의 국경일로, 9월 11일에 해당한다.

## 같이 보기
- 카탈루냐 독립의 길